# Eksotični hadron
Eksotični hadron je podatomski delec, ki ga sestavljajo kvarki (verjetno tudi gluoni). To so delci, ki jih ne moremo uvrstiti med običajne hadrone. Med eksotične hadrone lahko prištevamo tudi eksotične barione, ki imajo več kot tri kvarke. Eksotični mezoni pa v svoji sestavi ne bi imeli kvarka in antikvarka.   

## Kandidati za eksotične mezone
Med delci, ki bi lahko spadali med eksotične hadrone so
- X(3872) je bil odkrit na Japonskem. Lahko bi bil tudi dikvark ali mezonska molekula.
- Y(3940) je delec, ki bi ga lahko prištevali med čarmonije.
- Y(4140) je bil odkrit v Fermilabu
- Y(4260) je delec, ki bi lahko bil sestavljen iz gluona, ki je vezan na kvark in antikvark.